# امیرنشین نجد
امیرنشین نجد یا دولت دوم سعودی، یک حکومت سابق در شبه‌جزیره عربستان بود.